# Billinghay
Billinghay är en ort  och civil parish i Storbritannien.   Den ligger i grevskapet Lincolnshire och riksdelen England, i den sydöstra delen av landet, 170 km norr om huvudstaden London. Billinghay ligger 9 meter över havet och antalet invånare är 1 702.
Terrängen runt Billinghay är mycket platt. Runt Billinghay är det ganska tätbefolkat, med 111 invånare per kvadratkilometer. Närmaste större samhälle är Sleaford, 12,6 km sydväst om Billinghay. Trakten runt Billinghay består till största delen av jordbruksmark.